# United States Deputy Secretary of Defense
Der United States Deputy Secretary of Defense  (kurz auch DEPSECDEF) ist nach dem Verteidigungsminister der ranghöchste Offizielle im Verteidigungsministerium der Vereinigten Staaten. Er wird unter Beratung und Zustimmung des Senats durch den US-Präsidenten ernannt. Die Gesetzesvorschriften besagen, dass der stellvertretende Minister ein Zivilist sein muss; seine eventuelle Zeit als Offizier im aktiven Militärdienst hat am Tag seiner Ernennung mindestens sieben Jahre zurückzuliegen.

## Geschichte
Das Amt des stellvertretenden Verteidigungsministers wurde im April 1949 geschaffen. Ursprünglich wurde der Amtsinhaber zunächst als Under Secretary of Defense bezeichnet. Im August desselben Jahres wurde der National Security Act von 1947 dementsprechend erweitert, dass der Titel in Deputy Secretary of Defense geändert wurde. Stephen Early, zuvor Assistent von Präsident Franklin D. Roosevelt, war erster Inhaber des Amtes und wurde am 2. Mai 1949 vereidigt. Am 10. August dieses Jahres wurde er vom Under Secretary zum Deputy Secretary.
Im Oktober 1972 wurde per Gesetz die Position eines Second Deputy Secretary of Defense geschaffen. Erster und einziger Inhaber war zwischen dem 23. Dezember 1975 und dem 10. Januar 1977 Robert Fred Ellsworth; danach wurde das Amt wieder abgeschafft. 

## Aufgabenbereich
In dem Fall, dass der jeweilige Verteidigungsminister stirbt oder zurücktritt, ist der Deputy Secretary dessen erster Nachfolger. Ihm obliegen sämtliche Befugnisse, über die auch der Minister verfügt. Im üblichen Tagesablauf des Verteidigungsministeriums ist der stellvertretende Minister als Chief Operating Officer für die Behörde verantwortlich. Er überwacht die Verwaltungstätigkeit, während der Verteidigungsminister sich um die Themenbereiche der höchsten Priorität kümmert und den Präsidenten direkt in militärischen Fragen berät. Sein Stellvertreter führt derweil als Vorsitzender der Senior Level Review Group auch die Oberaufsicht über die Quadrennial Defense Review.
Derzeitiger Amtsinhaber und damit Stellvertreter von Pete Hegseth ist Stephen Feinberg, der am 17. März 2025 als Deputy Secretary of Defense vereidigt wurde.

## Liste der Amtsinhaber
| Nummer | Bild                              | Name                               | Amtszeit                             | Stellvertreter von Minister                               | ernannt unter Präsident           |
| ------ | --------------------------------- | ---------------------------------- | ------------------------------------ | --------------------------------------------------------- | --------------------------------- |
| 1      |                                   | Stephen Tyree Early                | 10. August 1949 – 30. September 1950 | Louis A. Johnson George C. Marshall                       | Harry S. Truman                   |
| 2      |                                   | Robert Abercrombie Lovett          | 4. Oktober 1950 – 16. September 1951 | George C. Marshall                                        | Harry S. Truman                   |
| 3      |                                   | William Chapman Foster             | 24. September 1951 – 20. Januar 1953 | Robert A. Lovett                                          | Harry S. Truman                   |
| 4      |                                   | Roger M. Kyes                      | 2. Februar 1953 – 1. Mai 1954        | Charles E. Wilson                                         | Dwight D. Eisenhower              |
| 5      |                                   | Robert Bernard Anderson            | 3. Mai 1954 – 4. August 1955         | Charles E. Wilson                                         | Dwight D. Eisenhower              |
| 6      |                                   | Reuben Buck Robertson              | 5. August 1955 – 25. April 1957      | Charles E. Wilson                                         | Dwight D. Eisenhower              |
| 7      |                                   | Donald Aubrey Quarles              | 1. Mai 1957 – 8. Mai 1959            | Charles E. Wilson Neil H. McElroy                         | Dwight D. Eisenhower              |
| 8      |                                   | Thomas Sovereign Gates             | 8. Juni 1959 – 1. Dezember 1959      | Neil H. McElroy                                           | Dwight D. Eisenhower              |
| 9      |                                   | James Henderson Douglas            | 11. Dezember 1959 – 24. Januar 1961  | Thomas S. Gates Robert McNamara                           | Dwight D. Eisenhower              |
| 10     |                                   | Roswell Leavitt Gilpatric          | 24. Januar 1961 – 20. Januar 1964    | Robert McNamara                                           | John F. Kennedy                   |
| 11     |                                   | Cyrus Roberts Vance                | 28. Januar 1964 – 30. Juni 1967      | Robert McNamara                                           | Lyndon B. Johnson                 |
| 12     |                                   | Paul Henry Nitze                   | 1. Juli 1967 – 20. Januar 1969       | Robert McNamara Clark M. Clifford                         | Lyndon B. Johnson                 |
| 13     |                                   | David Packard                      | 24. Januar 1969 – 13. Dezember 1971  | Melvin R. Laird                                           | Richard Nixon                     |
| 14     |                                   | David Kenneth Rush                 | 23. Februar 1972 – 29. Januar 1973   | Melvin R. Laird                                           | Richard Nixon                     |
| 15     |                                   | William Perry Clements             | 30. Januar 1973 – 20. Januar 1977    | Elliot L. Richardson James R. Schlesinger Donald Rumsfeld | Richard Nixon                     |
| 16     |                                   | Charles William Duncan             | 31. Januar 1977 – 26. Juli 1979      | Harold Brown                                              | Jimmy Carter                      |
| 17     |                                   | William Graham Claytor             | 24. August 1979 – 16. Januar 1981    | Harold Brown                                              | Jimmy Carter                      |
| 18     |                                   | Frank Charles Carlucci             | 4. Februar 1981 – 31. Dezember 1982  | Caspar Weinberger                                         | Ronald Reagan                     |
| 19     |                                   | William Paul Thayer                | 12. Januar 1983 – 4. Januar 1984     | Caspar Weinberger                                         | Ronald Reagan                     |
| 20     |                                   | William Howard Taft IV             | 3. Februar 1984 – 22. April 1989     | Caspar Weinberger Frank Carlucci Dick Cheney              | Ronald Reagan                     |
| 21     |                                   | Donald Jesse Atwood                | 24. April 1989 – 20. Januar 1993     | Dick Cheney                                               | George Bush                       |
| 22     |                                   | William James Perry                | 5. März 1993 – 3. Februar 1994       | Les Aspin                                                 | Bill Clinton                      |
| 23     |                                   | John Mark Deutch                   | 11. März 1994 – 10. Mai 1995         | William Perry                                             | Bill Clinton                      |
| 24     |                                   | John P. White                      | 22. Juni 1995 – 15. Juli 1997        | William Perry William Cohen                               | Bill Clinton                      |
| 25     |                                   | John J. Hamre                      | 29. Juli 1997 – 31. März 2000        | William Cohen                                             | Bill Clinton                      |
| 26     |                                   | Rudolph F. de Leon                 | 31. März 2000 – 1. März 2001         | William Cohen Donald Rumsfeld                             | Bill Clinton                      |
| 27     |                                   | Paul Dundes Wolfowitz              | 2. März 2001 – 13. Mai 2005          | Donald Rumsfeld                                           | George W. Bush                    |
| 28     |                                   | Gordon Richard England             | 4. Januar 2006 – 11. Februar 2009    | Donald Rumsfeld Robert Gates                              | George W. Bush                    |
| 29     |                                   | William J. Lynn                    | 12. Februar 2009 – 5. Oktober 2011   | Robert Gates, Leon Panetta                                | Barack Obama                      |
| 30     |                                   | Ashton Baldwin Carter              | 6. Oktober 2011 – 3. Dezember 2013   | Leon Panetta, Chuck Hagel                                 | Barack Obama                      |
|        |                                   | Christine Fox (kommissarisch)      | 3. Dezember 2013 – 30. April 2014    | Chuck Hagel                                               | Barack Obama                      |
| 31     |                                   | Robert Orton Work                  | seit 30. April 2014 – 14. Juli 2017  | Chuck Hagel                                               | Barack Obama                      |
| 32     |                                   | Patrick Michael Shanahan           | 19. Juli 2017 – 23. Juni 2019        | James N. Mattis                                           | Donald Trump                      |
| 33     |                                   | David Lutz Norquist                | 31. Juli 2019 – 20. Januar 2021      | Mark Esper                                                | Donald Trump                      |
|        | 20. Januar 2021 – 8. Februar 2021 | David Lutz Norquist                | Lloyd Austin                         | Joe Biden                                                 |                                   |
| 34     |                                   | Kathleen Holland Hicks             | Lloyd Austin                         | Joe Biden                                                 | 8. Februar 2021 – 20. Januar 2025 |
|        |                                   | Robert G. Salesses (kommissarisch) | 28. Januar 2025 – 17. März 2025      | Pete Hegseth                                              | Donald Trump                      |
| 35     |                                   | Stephen Andrew Feinberg            | 17. März 2025 –                      | Pete Hegseth                                              | Donald Trump                      |